# Бомдила (монастырь)
Бомдила (Генце Гаден Рабгьел Линг) — буддийский монастырь, находится на холме, возвышающемся над городом Бомдила в округе Западный Каменг в штате Аруначал-Прадеш, Индия. Монастырь принадлежит школе гелуг тибетского буддизма.

## История
Монастырь называется также «Верхний гомпа», связан традицией с тибетским монастырём Цона Гонце XV века, который он воспроизводит. В 1965 — 1966 годах монастырь возвёл Цона Гонце Ринпоче (в 12-й реинкарнации).
Цона Гонце Ринпоче XII родился в Моршинге, общине Калактанг округа Западный Каменг. Он успел основать монастырь до своей смерти в 1966 году. Цона Гонце Ринпоче XIII расширил монастырь, построив большой молитвенный зал, который был освящён Далай-ламой 13 октября 1997 года.

## Праздники
- Лосар, тибетский Новый Год по календарю Монапа. Длится 15 дней.
- Сака Дава в четвёртом лунном месяце тибетского календаря — день просветления Будды.
- Торгья в одиннадцатом месяце тибетского календаря в день празднования победы над злыми силами
- Дукпа-цечу в шестом месяце посвящён первой проповеди Будды
- Лхабаб Дуцен в девятом месяце отмечается нисхождение Будды Шакьямуни